# Wasilij Takew
Wasilij Christow Takew (bułg.: Василий Христов Такев; ur. 26 marca 1953 w Bataku, w Bułgarii) – bułgarski dyplomata. 
W latach 2012–2016 ambasador nadzwyczajny i pełnomocny Republiki Bułgarii w Rzeczypospolitej Polskiej. Autor wielu publikacji w dziedzinie prawa międzynarodowego oraz polityki.

## Życiorys
Wykształcenie:
- 1970–1971: Uniwersytet Sofijski im. Św. Klemensa z Ochrydy, Wydział Filozofii i Historii
- 1972–1976: MGIMO, Moskwa, międzynarodowe prawo publiczne.

Kariera zawodowa:
- 1978: Ministerstwo Transportu, Departament Stosunków Międzynarodowych
- 1978–1982: MSZ, Departament Prawno‑Traktatowy
- 1982–1987: trzeci sekretarz Ambasady w Caracas
- 1987–1989: trzeci/drugi sekretarz w Departamencie Radzieckim w MSZ
- 1990: drugi sekretarz w Departamencie ONZ i Rozbrojenia w MSZ
- 1990–1991: pierwszy sekretarz/zastępca szefa Departamentu Prawno‑Traktatowego w MSZ
- 1991–1993: radca/szef Dyrekcji ds. Prawa Międzynarodowego i Stosunków Konsularnych w MSZ
- 1993–1997: minister pełnomocny, ambasador w Argentynie i Paragwaju
- 1997–2000: ambasador w Rosji
- 2001–2001: zastępca ministra spraw zagranicznych i członek Narodowej Rady Bezpieczeństwa przy Radzie Ministrów
- 2001–2002: szef Dyrekcji ds. Analizy i Planowania Polityki Zagranicznej, MSZ
- 2002–2007: ambasador w Hiszpanii i Andorze, przedstawiciel do Światowej Organizacji Turystyki
- 2007–2010: ambasador, członek korpusu służby zagranicznej najwyższego szczebla
- 2010: dyrektor Dyrekcji ds. krajów Europy, MSZ.
- 2012–2016: ambasador w Polsce[1]

Języki: angielski, hiszpański, rosyjski, francuski, niemiecki.
Żonaty, dwoje dzieci.
Odznaczony Krzyżem Komandorskim Orderu Zasługi Rzeczypospolitej Polskiej (2016).